# Österfärnebo
Österfärnebo ist ein Ort (tätort) in der schwedischen Provinz Gävleborgs län und der historischen Provinz Gästrikland. Er liegt 38 Kilometer südlich von Sandviken am Fluss Dalälven und gehört zur Gemeinde Sandviken.
Österfärnebo ist ein altes Kirchdorf (kyrkby) für das umliegende Land. Von Österfärnebo reicht eine Landzunge in den Dalälven, an dessen Südspitze sich das größte vorgeschichtliche Grabfeld Gästriklands mit ungefähr 185 Steinsetzungen vom Anfang des 5. Jahrhunderts befindet. Ebenfalls südlich von Österfärnebo liegt der Nationalpark Färnebofjärden.